# Butch Walts
Kenneth „Butch“ Walts (* 4. Juni 1955 in Modesto, Kalifornien) ist ein ehemaliger US-amerikanischer Tennisspieler.

## Leben
Walts studierte an der University of Southern California und wurde in die Bestenauswahl All-American gewählt. 1975 gewann er mit Bruce Manson den NCAA-Doppeltitel.
Zwischen 1976 und 1979 konnte er vier Einzeltitel auf der ATP Tour gewinnen, es war seine erfolgreichste Zeit in dieser Wertung. Im Doppel war er auch viermal erfolgreich. 1981 wurde bei ihm Hodenkrebs diagnostiziert, woraufhin er ein halbes Jahr in der Chemotherapie verbrachte. 1983 kehrte er zum Profitennis zurück und konnte drei weitere Doppeltitel erringen, darunter den Masters-Titel von Indian Wells. Im Laufe seiner Karriere gewann er insgesamt 4 Einzel- und 15 Doppeltitel. Seine höchste Notierung in der Tennisweltrangliste erreichte er 1979 mit Position 32 im Einzel sowie 1984 mit Position 23 im Doppel.
Sein bestes Einzelergebnis bei einem Grand-Slam-Turnier war das Erreichen des Viertelfinales der US Open 1978, hier unterlag er in drei Sätzen John McEnroe. In der Doppelkonkurrenz erreichte er 1980 an der Seite von Andrew Pattison das Viertelfinale der US Open. Im Mixed stand er bei den US Open 1978 mit Kristien Shaw im Halbfinale, sie unterlagen den späteren Champions Frew McMillan und Betty Stöve in drei Sätzen.

## Erfolge
| Legende                       |
| Grand Slam                    |
| Tennis Masters Cup            |
| ATP Masters Series (1)        |
| ATP International Series Gold |
| ATP International Series (18) |

| ATP-Titel nach Belag |
| Hartplatz (7)        |
| Sand (1)             |
| Rasen (1)            |
| Teppich (10)         |

### Einzel

#### Turniersiege
| Nr. | Datum             | Turnier       | Belag     | Finalgegner     | Ergebnis      |
| --- | ----------------- | ------------- | --------- | --------------- | ------------- |
| 1.  | 8. Februar 1976   | Boca Raton    | Hartplatz | Cliff Richey    | 3:6, 6:4, 6:4 |
| 2.  | 2. Oktober 1977   | San Francisco | Teppich   | Brian Gottfried | 4:6, 6:3, 7:5 |
| 3.  | 1. April 1979     | Dayton        | Teppich   | Marty Riessen   | 6:3, 6:4      |
| 4.  | 25. November 1979 | Bologna       | Teppich   | Gianni Ocleppo  | 6:3, 6:2      |

#### Finalteilnahmen
| Nr. | Datum             | Turnier     | Belag         | Finalgegner      | Ergebnis |
| --- | ----------------- | ----------- | ------------- | ---------------- | -------- |
| 1.  | 4. Februar 1979   | Little Rock | Hartplatz (i) | Vitas Gerulaitis | 2:6, 2:6 |
| 2.  | 20. November 1983 | Ferrara     | Teppich (i)   | Thomas Högstedt  | 4:6, 4:6 |

### Doppel

#### Turniersiege
| Nr. | Datum              | Turnier         | Belag     | Partner          | Finalgegner                       | Ergebnis      |
| --- | ------------------ | --------------- | --------- | ---------------- | --------------------------------- | ------------- |
| 1.  | 14. November 1976  | Hongkong        | Hartplatz | Hank Pfister     | Anand Amritraj Ilie Năstase       | 6:4, 6:2      |
| 2.  | 6. Februar 1977    | Dayton          | Teppich   | Hank Pfister     | Jeff Borowiak Andrew Pattison     | 6:4, 7:6      |
| 3.  | 24. August 1978    | Atlanta         | Hartplatz | John Alexander   | Mike Cahill Marcelo Lara          | 3:6, 6:4, 7:6 |
| 4.  | 19. November 1978  | Taipeh          | Teppich   | Sherwood Stewart | Mark Edmondson John Marks         | 6:2, 6:7, 7:6 |
| 5.  | 19. April 1980     | Los Angeles (1) | Hartplatz | Brian Teacher    | Anand Amritraj John Austin        | 6:2, 6:4      |
| 6.  | 13. Juli 1980      | Newport         | Rasen     | Andrew Pattison  | Fritz Buehning Peter Rennert      | 7:6, 6:4      |
| 7.  | 27. August 1980    | Atlanta         | Hartplatz | Tom Gullikson    | Anand Amritraj John Austin        | 6:7, 7:6, 7:5 |
| 8.  | 23. November 1980  | Bologna         | Teppich   | Balázs Taróczy   | Steve Denton Paul McNamee         | 2:6, 6:3, 6:0 |
| 9.  | 9. März 1981       | Denver          | Teppich   | Andrew Pattison  | Mel Purcell Dick Stockton         | 6:3, 6:4      |
| 10. | 15. März 1981      | Tampa           | Hartplatz | Bernard Mitton   | David Carter Paul Kronk           | 6:3, 3:6, 6:1 |
| 11. | 5. April 1981      | Frankfurt       | Teppich   | Brian Teacher    | Vitas Gerulaitis John McEnroe     | 7:5, 6:7, 7:5 |
| 12. | 19. April 1981     | Los Angeles (2) | Hartplatz | Tom Gullikson    | John McEnroe Ferdi Taygan         | 6:4, 6:4      |
| 13. | 20. November 1983  | Ferrara         | Teppich   | Bernard Mitton   | Stanislav Birner Stefan Simonsson | 7:6, 0:6, 6:3 |
| 14. | 20. Februar 1984   | Indian Wells    | Hartplatz | Bernard Mitton   | Scott Davis Ferdi Taygan          | 5:7, 6:3, 6:2 |
| 15. | 30. September 1984 | Honolulu        | Hartplatz | Gary Donnelly    | Mark Dickson Mike Leach           | 7:6, 6:4      |

#### Finalteilnahmen
| Nr. | Datum             | Turnier      | Belag         | Partner         | Finalgegner                     | Ergebnis                  |
| --- | ----------------- | ------------ | ------------- | --------------- | ------------------------------- | ------------------------- |
| 1.  | 8. Februar 1976   | Boca Raton   | Sand          | Bruce Manson    | Vitas Gerulaitis Clark Graebner | 2:6, 4:6                  |
| 2.  | 2. April 1978     | Dayton       | Teppich (i)   | Hank Pfister    | Brian Gottfried Geoff Masters   | 3:6, 4:6                  |
| 3.  | 23. März 1980     | Frankfurt    | Teppich (i)   | Andrew Pattison | Vijay Amritraj Stan Smith       | 7:6, 2:6, 2:6             |
| 4.  | 30. März 1980     | Mailand      | Teppich (i)   | Andrew Pattison | Peter Fleming John McEnroe      | 2:6, 7:6, 2:6             |
| 5.  | 22. Juni 1980     | Surbiton     | Rasen         | Andrew Pattison | Mark Edmondson Kim Warwick      | 6:7, 7:6, 7:6, 6:7, 13:15 |
| 6.  | 17. November 1983 | Toulouse     | Hartplatz (i) | Bernard Mitton  | Heinz Günthardt Pavel Složil    | 7:5, 5:7, 4:6             |
| 7.  | 13. Mai 1984      | Florenz      | Sand          | Bernard Mitton  | Mark Dickson Chip Hooper        | 6:7, 6:4, 5:7             |
| 8.  | 17. Juni 1984     | Queen’s Club | Rasen         | Bernard Mitton  | Pat Cash Paul McNamee           | 4:6, 3:6                  |